# アッサ・アブロイ
アッサ・アブロイ（スウェーデン語: ASSA ABLOY AB）は、世界70か国以上でセキュリティ関連製品の製造・販売を行う多国籍企業グループ。スウェーデン・ストックホルムに本社を置き、ナスダック・ストックホルムに上場している（Nasdaq Nordic ASSA B）。
製品は、電子錠、アクセス制御、指紋認証、自動ドア、ホテルのオートロックやスマートフォンのロック機能などがある。

## 沿革
1994年、スウェーデンのセキュリティ企業であるセキュリタス（Securitas AB）から、Assa ABが分社、11月にフィンランドのバルチラの子会社であったセキュリティ企業のAbloy Oyと経営統合し、アッサ・アブロイが設立された。Abloy Oyを設立したEmil Henrikssonはディスクタンブラー錠の発明者であった。同月株式を上場した。
2000年3月、アメリカ合衆国・コネチカット州に本拠を置くYaleを、11月にテキサス州オースティンに本拠を置くHID Globalを買収した。2001年3月、オーストラリアに本拠を置くLockwoodを、2006年、ミネアポリスに本拠を置くIDカード発行会社のFargo Electronics Incを、2007年に韓国に本拠を置くiRevoを買収、2010年9月に国内同業大手のCardo AB買収を発表、翌年完了し2000年以来の大型買収となった。その後も買収は続き、2014年1月、サンフランシスコに本拠を置くIdenTrustを、2月にニューメキシコ州・アルバカーキに本拠を置くLumidigmtをそれぞれ買収、2015年に、スイス・バーゼル近郊に本拠を置くMSL Schloss und Beschlägefabrik AGやマレーシア・クアラルンプールに本拠を置くTeamwareを買収、2016年1月にブラジルに本拠を置くPapaiz・Udinese両社などが続いている。相次ぐ買収により、アッサ・アブロイの事業は、南北アメリカやアジア太平洋地域などに拡大している。

## 日本法人
日本法人「株式会社アッサアブロイ ジャパン」は1995年に設立、東京（浜松町）、大阪市および高岡市にオフィスを持ち、HID Globalなどグループ会社の製品を取り扱っている。2016年、アルファに自動車ドア開閉システム事業を売却した。